# Revenge (zespół muzyczny)
Revenge – brytyjski zespół rockowy założony w Manchesterze w 1989 roku. Założycielem zespołu był Peter Hook basista New Order a wcześniej Joy Division. Revenge istniało tylko w czasie przerwy artystycznej zespołu New Order w latach 1989-1990.

## Historia
Zespół Revenge zaistniał tylko ze względu na zemstę, jaką Peter Hook chciał wywrzeć na liderze New Order Bernardzie Sumnerze za jego wcześniejsze dokonania solowe (wspólnie z Johnnym Marrem zespół Electronic). Natomiast jak twierdzi sam zainteresowany, nazwa została zainspirowana napisem na kurtce w której George Michael występował w videoclipie do piosenki Faith.
W maju 1993 podczas The Park Festival zespół zagrał jeszcze jeden koncert z nowym gitarzystą Brianem Whittakerem oraz perkusistą Mikiem Hedgesem, po czym nastąpiła przerwa w działalności spowodowana powrotem Petera Hooka do New Order i udziałem w trasie koncertowej promującej album Republic. Ostatecznie zespół został rozwiązany, a Hook razem z Davidem Pottsem założyli zespół Monaco.

## Skład
- Peter Hook – wokal, gitara basowa, instrumenty klawiszowe
- Davyth Hicks – gitara, wokal
- Chris Jones – instrumenty klawiszowe
- Dave Hicks – gitara
- Brian Whittaker – gitara, gitara basowa
- Mike Hedges – perkusja

## Dyskografia

### Albumy
- One True Passion (1990)
- Gun World Porn (EP) (1991)
- One True Passion (2005), wydany ponownie w wersji dwupłytowej oraz z dodatkowymi 23 utworami czyli w całości ponad trzykrotnie więcej utworów w stosunku do wersji pierwotnej.
- No Pain No Gain (2005), album koncertowy zarejestrowany w 1991

### Single
- 7 Reasons
- Pineapple Face
- Slave